# مرگ و بلبل‌ها (مجموعه تلویزیونی)
مرگ و بلبل‌ها (به انگلیسی: Death and Nightingales) مینی‌سریال درام تاریخی محصول سال ۲۰۱۸ است که بر اساس رمانی با همین نام نوشته یوجین مک‌کابی در سال ۱۹۹۲ ساخته شده‌است. ان اسکلی، جیمی درنان و متیو ریس از ستارگان این فیلم هستند. این مجموعه در ۲۶ نوامبر ۲۰۱۸ از شبکه آرتی‌ای وان در ایرلند و دو روز بعد از شبکه بی‌بی‌سی دو در بریتانیا پخش شد.

## داستان
در سال ۱۸۸۳ دختر جوانی به نام بث وینترز (ان اسکلی) در حومه ایرلند تلاش می کند کنترل سرنوشتش را به دست بگیرد. بعد از تولد ۲۳سالگیش تصمیم می گیرد از زندگی محدود و رابطه دشوارش با پدرخوانده اش بیلی (متیو ریس) فرار کند و با لیام وارد جذاب (جیمی درنان) زندگی جدیدش را آغاز کند. 

## بازیگران
- ان اسکلی در نقش بث وینترز، دخترخوانده بیلی وینترز
- متیو ریس در نقش بیلی وینترز، پدرخوانده بث و صاحب کلونیوالا
- جیمی درنان در نقش لیام وارد
- چارلین مک کنا در نقش مرسی بویل، پیش خدمتی کلونیوالا
- شان مک گینلی در نقش جیمی دانلی، اسقف کاتولیک روم
- مارتین مک کان در نقش فرانک بلسینگ، دوست لیام
- مایکل اسمایلی در نقش دامی مک گانل، یک مرد لال
- فرانسیس مگی در نقش میکی دلفین، کارگر مزرعه کلونیوالا
- والین کین در نقش کاترین وینترز، مادر بث

## تولید
جیمی درنان و الن کیوبیت، نویسنده مجموعه، قبلا در مجموعه سقوط همکاری داشتند. این فیلم در فرمانا و اسپرینگهیل هاوس، نزدیک مانیمور در شهرستان لاندندری در ایرلند شمالی فیلمبرداری شد. 

## انتشار
رد ارو استودیوز این مجموعه را منتشر کرد و قسمت اول در ۲۸ نوامبر ۲۰۱۸ از بی بی سی دو پخش شد. 

## بازخوردها
این مجموعه نقدهای نسبتا خوبی از منتقدین گرفت. در راتن تومیتوز براساس ۱۱ نقد، امتیاز ۷۳درصد و نمره ۶ از ۱۰ را دریافت کرد.  جرالد اوداناوان از دیلی تلگراف از ۵، ۴ستاره به این اثر داد و آن را "کمیاب ترین جواهر درام" نامید و گفت "این فیلم درک شما را به جلو هل می دهد و به چالش می کشد و امکان ندارد در آن غرق نشوید".  کارول میدگلی از تایمز کمی انتقادی تر نگاه کرد و آن را "درامی سنگین با دیالوگ های ضعیف و نشاط کم" دانست.  اد کامینگ، نویسنده ایندپندنت از ۵، سه ستاره به این مجموعه داد و نوشت "لحن مطلوبی داشت و گویی نسخه ایرلندی ددوود بود، اثری برای مشکلات قرن بیستم. اما مرز باریکی میان قدرت و تمسخر خود وجود دارد." 